# 翁偶虹
翁偶虹（1908年—1994年），原名翁麟声，笔名藕紅，後更為偶虹，斋號為六戲齋，北京人，中国剧作家。1930年于中华戏曲专科学校兼職教員，1934年任编剧和导演，1935年任戲曲改良會主任。1949年以后在中国京剧院任编剧。1974年退休。
代表作有《锁麟囊》、《将相和》、《响马传》、《大闹天宫》、《李逵探母》、《红灯记》等。
专著《翁偶虹戏曲论文集》、《翁偶虹编剧生涯》、《翁偶虹剧作选》。